# Prisma d'Abbe-Koenig

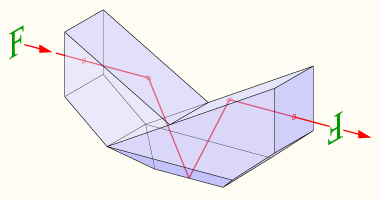
Prisma Abbe-Koenig (es mostra truncat en dos dels seus vèrtexs per reduir el seu volum).

Un  prisma d'Abbe-Koenig  (o Abbe-König) és un tipus de prisma òptic reflector usat per rotar 180 º una imatge en un instrument òptic. Rep el seu nom dels seus inventors, els òptics Ernst Abbe i Albert Koenig.
Està compost per dues peces de vidre unides per adhesiu òptic que formen un prisma simètric amb forma de V. La llum és reflectida en el seu interior per una faceta a 30 º, una altra a sostre i una altra a 30 º. Gràcies a la secció en sostre la imatge no s'inverteix sinó que només es gira, el que permet utilitzar el prisma per redreçar la imatge en sistemes òptics. A diferència del prisma de Porro aquest no desplaça la trajectòria del feix de llum, el que és un avantatge en molts instruments. A més és menys voluminós que aquell.
Una variant d'aquest prisma té una superfície plana en lloc de la secció en sostre; aquest tipus inverteix la imatge a més de girar.